# Bolagsjurist
Bolagsjurist är titeln för en jurist som är anställd av ett företag som dess interna juridiska ombud. Bolagsjuristen utför bland annat arbete motsvarande det jobb som företaget annars skulle anlita en advokat eller annan extern juridisk konsult för.  
Bolagsjuristen arbetar inte bara med bolagsrätt utan kan arbeta med alla rättsområden, beroende på företagets behov. Bolagsjuristen kan också, i vissa fall, hyra in extern kompetens om det skulle behövas.